# Рей, Сэмюэл
Сэмюэл Рей (англ. Samuel Reay; 17 марта 1822, Хексем — 21 июля 1905) — британский органист и композитор, известный тем, что 2 июня 1847 года впервые использовал знаменитый марш Феликса Мендельсона из музыки к комедии Шекспира «Сон в летнюю ночь» (в собственной обработке для органа) в качестве музыки для бракосочетания.
Родился в семье Джорджа Аньо Рея (1798—1879), также органиста и органостроителя. В детстве пел в хоре мальчиков Даремского собора, отличался отличным голосом и тщательным пением; там же начал учиться у даремского органиста Уильяма Хеншоу. Затем продолжил обучение под руководством Джеймса Стимпсона и уже в 1839 году получил место органиста в городе Норт-Шилдс (графство Тайн-энд-Уир), затем работал в городе Хоутон-ле-Спринг, а в 1841 г. сменил своего учителя Стимпсона как титулярный органист церкви Святого Андрея в Ньюкасле. Здесь в 1843 г. основал хор для исполнения религиозной музыки за пределами церкви. Далее работал в церкви Фомы Мученика в Ньюкасле, в 1847—1854 гг. в церкви Святого Петра в Тивертоне, в 1854—1859 гг. в различных церквях Лондона. В 1859—1861 гг. органист колледжа Рэдли в Оксфордшире. В 1861—1864 гг. органист церкви Девы Марии в Бери. Наконец в 1864 г. занял место органиста в церкви Марии Магдалины в городе Ньюарк-он-Трент и работал здесь до 1901 г. В 1871 г. получил степень бакалавра музыки в Оксфордском университете.
Среди важнейших достижений Рея-исполнителя, помимо Марша Мендельсона, — первое в Англии исполнение «Кофейной кантаты» и «Крестьянской кантаты» Иоганна Себастьяна Баха в 1879 году, он сам работал над английским текстом кантат.
Рею принадлежат многочисленные хоровые сочинения церковного назначения. Кроме того, он занимался обработкой североанглийских песен из сборника Northumbrian Minstrelsy.